# Нова-Махала (Пазарджикская область)
Нова-Махала (болг. Нова махала) — село в Болгарии. Находится в Пазарджикской области, входит в общину Батак. Население составляет 2 123 человека.

## Политическая ситуация
В местном кметстве Нова-Махала, в состав которого входит Нова-Махала, должность кмета (старосты) исполняет Ахмед Исмет Хаджийски (Движение за права и свободы (ДПС)) по результатам выборов правления кметства.
Кмет (мэр) общины Батак — Петыр Крумов Паунов (Болгарская социалистическая партия (БСП)) по результатам выборов в правление общины.